# S:t Jacobs Kammarkör

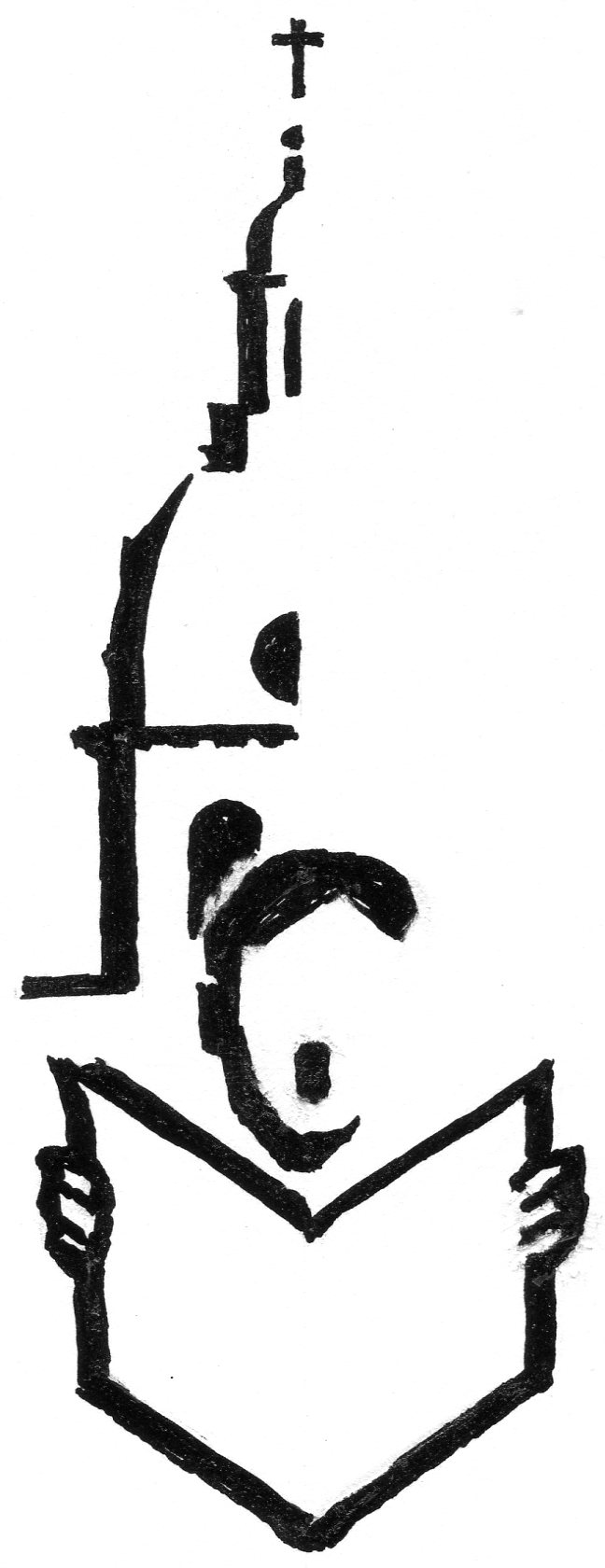
Logotyp till Musiken i S:t Jacobs kyrka.

S:t Jacobs Kammarkör grundades 1980 i Stockholm och består av 32–36 sångare. Fram till 1989 hette kören S:t Jacobs ungdomskör och leddes under de fyra första åren av Eva Fredricsson. Gary Graden har varit körens dirigent sedan 1984. 
Kören framträder regelbundet vid gudstjänster och konserter i S:t Jacobs kyrka och Storkyrkan i Stockholm. Körens repertoar består dels av a cappella-stycken från olika stilar och epoker och dels flera storskaliga verk för kör och orkester. Kören finns dokumenterad på ett 20-tal CD-skivor (BIS, Carus, Proprius, Caprice, Phono Suecia, Nosag med flera). Kören har även gjort flera inspelningar för Sveriges Radio. 
S:t Jacobs Kammarkör har vunnit flera priser, bland annat det europeiska körpriset European Grand Prix for choral singing, i Tolosa i Spanien, Arezzo i Italien, Debrecen i Ungern och EBU:s “Let the peoples sing”. Kören inbjuds ofta att delta vid körfestivaler som Sagra musicale Umbria och Polyfollia i Normandie Frankrike. Kören representerade Sverige vid IFCM:s sjätte världssymposium för körmusik i Minneapolis 2002.
S:t Jacobs Kammarkör har medverkat som semifinalkör vid samtliga omgångar av dirigenttävlingen Eric Ericson Award 2003, 2006, 2009 och 2021.
Kören framträder regelbundet med orkester och har bland annat samarbetat med Rebaroque, Orfeus Barockensemble, Stockholms Barockorkester, Uppsala Kammarorkester, Kungliga Hovkapellet, Stockholms Kammarorkester, Estniska Kammarorkestern, Ensemble Philidor i Frankrike och I solisti di Perugia i Italien. 

## Diskografi
- 2018 Folkjul II Musik av och med Gunnar Idenstam BIS 2334
- 2017 Messiah (G F Händel) Solister: Anna Zander, Karl-Magnus Fredriksson, Kerstin Avemo, Michael Weinius, Rebaroque, S:t Jacobs Kammarkör PRCD 2080

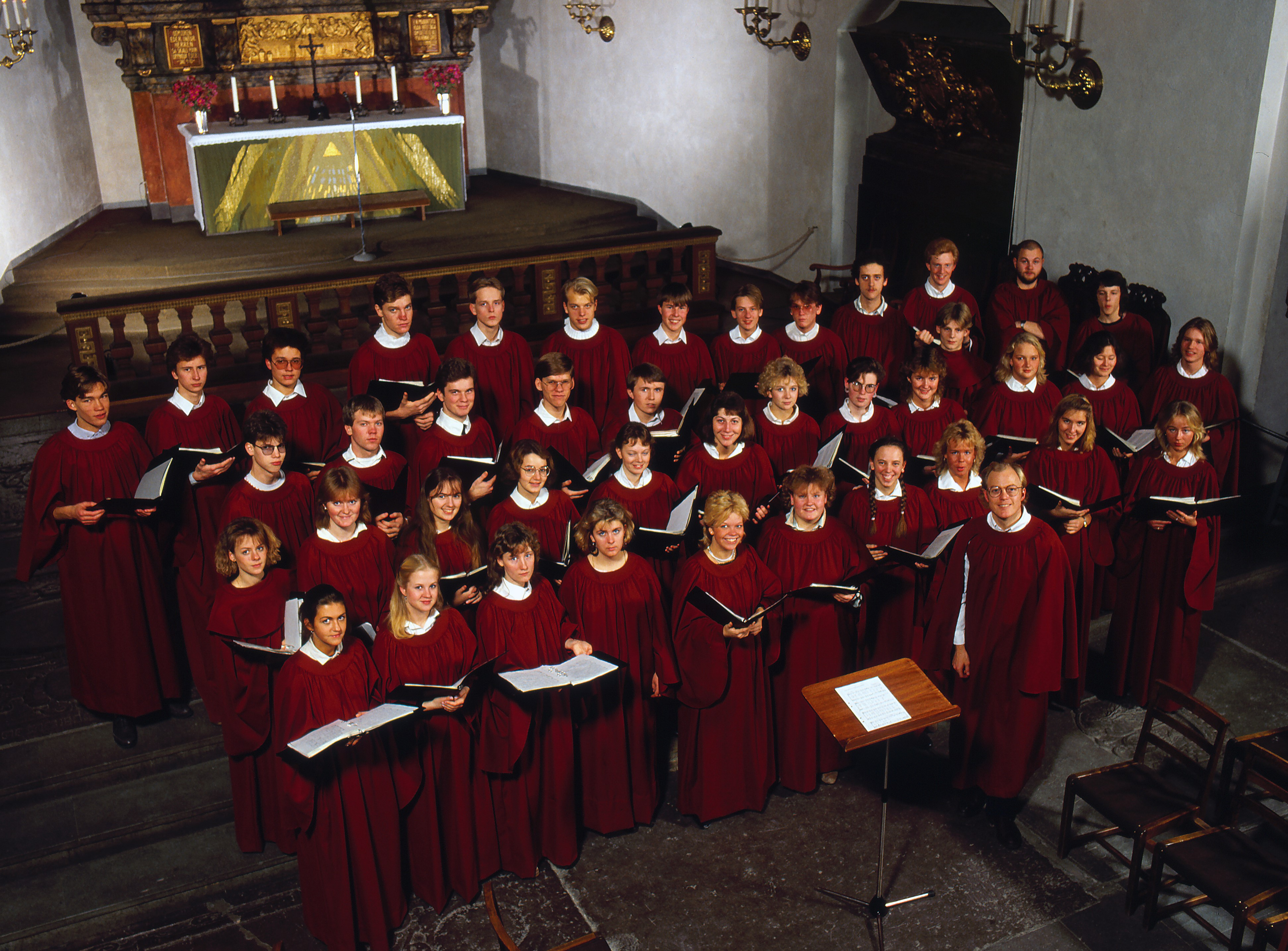
St Jacobs Kammarkör 1985. Foto Pierre Fauvelle.

- 2017 Et lux perpetua, Music by Damijan Močnic Carus 83.487St Jacobs Kammarkör 1985. Foto Pierre Fauvelle.2015 To the field of Stars Footprint FRCD 083
- 2012 Motets - J.S. Bach PRCD 2066
- 2012 St John Passion - J.S. Bach PRCD 2065
- 2009 Sånger & psalmer i S:t Jacobs kyrka SJKK-01
- 2007 Folkjul Musik av och med Gunnar Idenstam BIS-NL-CD-5031
- 2006 When Lilacs Last in the Dooryard Bloom'd S:t Jacobs Kammarkör, Steve Dobrogosz, Uppsala Kammarorkester NOSAG CD 125
- 2005 Hymn to life, choir music by Anders Paulsson Caprice: CAP21732
- 2005 Differences music by Bo Hansson. NOSAGCD 103
- 2005 Music for bygone parlours, music by Johan Jeverud PSCD 152
- 2004 Requiem/Te Deum Steve Dobrogosz Nosag CD 093

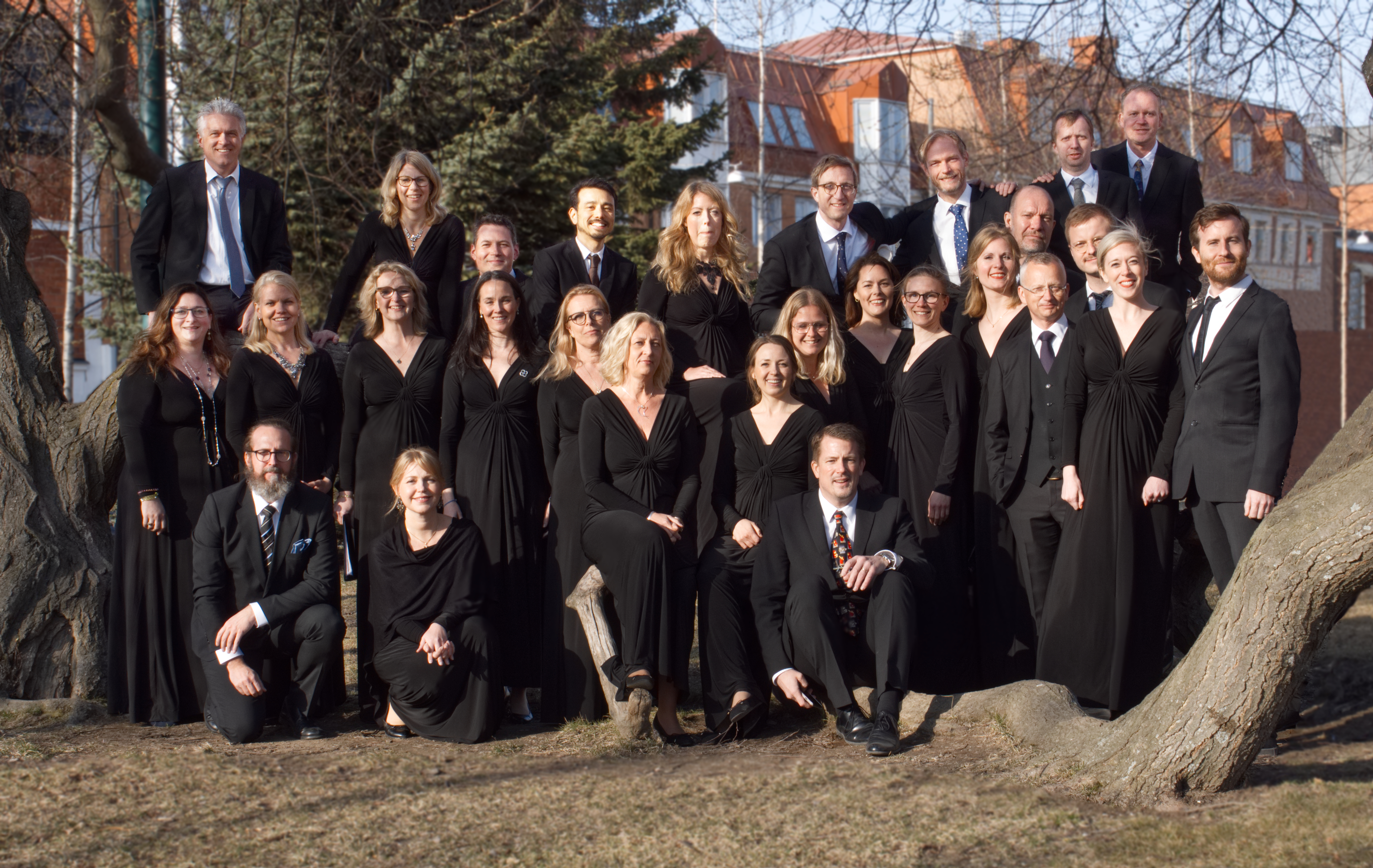
S:t Jacobs Kammarkör utanför Luleå domkyrka 2019. Foto: Staffan Engwall

- 2003 Villarosa Sequences, music by Thomas Jennefelt PRCD 2029S:t Jacobs Kammarkör utanför Luleå domkyrka 2019. Foto: Staffan Engwall2000 Mass and Chamber Music by Steve Dobrogosz PSCD 107
- 1998 Michael Haydn, Sacred Choral Music, Missa sancti Hieronymi and Timete Dominum BIS-CD-859
- 1997 Spirituals BIS-CD-5006
- 1997 Welcome Christmas PRCD 9138
- 1994 Maurice Duruflé, The complete music for choir BIS-CD-602
- 1997 Sonority, Contemporary Swedish Choral Music BIS-CD-789
- 1997 Fri som en fågel, musik av Georg Riedel CGCD 7344
- 1996 Vindens barn, Kärnord av Margareta Melin, arrangemang av Bo Hansson CGCD 7343
- 1995 Kärlekens lov, musik av Gunno Södersten PRCD 2002
- 1995 Gud är kärlek, musik av Gunno Södersten PRCD 2003
- 1990 Andetag  PRCD9026
- 1987 Så är det om natten (LP) FLPS 67
- 1984 Welcome Christmas (Kassett) PROP 8934

## Beställningsverk och uruppföranden
Kören har beställt och uruppfört många nya verk av tonsättare såsom Sven-David Sandström, Thomas Jennefelt, Georg Riedel, Bo Hansson, Anders Paulsson, Carl Unander-Scharin, Johan Jeverud, Gunno Södersten, Javier Busto, Urmas Sisask, Vytautas Miškinis, Damijan Močnik, Corrado Margutti se nedan.
2022
- Benjamin Staern In Paradisum: A song for the people of Ukraine. Uruppförande i S:t Jacobs kyrka 220616
- Javier Busto Three Lullabies (2019). Uruppförande – to Filip Graden and S:t Jacobs Chamber Choir with love). Beställningsverk och uruppförande i S:t Jacobs kyrka 220616
- Urmas Sisask Glora Patri II. Beställningsverk och uruppförande i Storkyrkan 221112

2019
- Jan Sandström Psalm 87 Beställningsverk av S:t Jacobs Kammarkör och Erik Westbergs Vokalensemble. Uruppförande i S:t Jacobs kyrka 190323 under ledning av Erik Westberg.
- Erik Banks Try to understand. Beställningsverk av S:t Jacobs Kammarkör. Uruppförande i S:t Jacobs kyrka 190612.
- Agneta Sköld Let your light come. Beställningsverk och uruppförande i S:t Jacobs kyrka 191012
- Anders Hillborg The Breathing of the World Beställningsverk och uruppförande i S:t Jacobs kyrka 191012

2018
- Agneta Sköld Mariasvit beställningsverk och uruppförande i S:t Jacobs kyrka 180210.
- Uruppförande av tre verk 180916 i Basilica San Francesco Assisi Concerto finale della Terza edizione Concorso di Composizione Premio «Francesco Siciliani»
  - Andrea Buonavitacola Gloria (vinnare)
  - Steven Heelein Gloria (Kritikernas pris) och
  - Antonio Eros Negri  Gloria (publikens pris)
- Arrangemang av Jonas Dominique på Ivar Widéens Gläns över sjö och strand. 181215.
- Agneta Sköld Unto us a child is born beställningsverk och uruppförande i S:t Jacobs kyrka 181215.

2017
- Martin Åsander Be not forgetful of prayer uruppförande 170429 i S:t Jacobs kyrka
- Enrico Miaroma Light uruppförande, påskgåva från tonsättaren till Gary Graden 170429 i S:t Jacobs kyrka
- Agneta Sköld Överge mig aldrig uruppförande och beställningsverk i samband med Riksdagens högtidliga öppningsgudstjänst 170912
- Anna Cederberg-Orreteg I förtroende uruppförande och beställningsverk i samband med Riksdagens högtidliga öppningsgudstjänst 170912
- Malin Hülphers Mitt bland stjärnor Uruppförande 171007 i Söderledskyrkan beställningsverk av Domkyrkoförsamlingen tillsammans med Farsta Församling
- Jonas Dominique Reformationssvit Musiken har jag alltid älskat uruppförande 171007 i Söderledskyrkan och beställningsverk av kören
- Martin Larsson Veni Emmanuel beställningsverk av kören och uruppförande 171226 i S:t Jacobs kyrka
- Gunno Södersten Missa Brevis op.111 Uruppförande 910420 I S:t Jacobs kyrka

2016
- Martin Larsson Ave Verum Corpus Uruppförande 160207 Storkyrkan i samband med högmässa?
- Federico Incitti Cecilia Uruppförande 160225 Storkyrkan tillägnat Gary Graden och S:t Jacobs Kammarkör
- Martin Åsander Aftonport till evigheten Beställningsverk och uruppförande 160225 Storkyrkan tillägnat S:t Jacobs Kammarkör
- Bo Hansson Libera nos a malo (Pater noster) Uruppförande 160312 S:t Jacobs kyrka
- Damijan Močnic Acclamatio Uruppförande 160312 S:t Jacobs kyrka Tillägnat Gary Graden och S:t Jacobs Kammarkör
- Bo Hansson Where everything is music  för kör och Cello. Uruppförande 160423 S:t Jacobs kyrka
- Mattias Sjöberg Kyrie, Sanctus och Agnus Dei. Uruppförande i samband med prästvigning i Storkyrkan 160612
- Martin Åsander  Min längtan är inte min och  Det blir vackert där du går. Två dikter av Pär Lagerkvist, beställningsverk och uruppförande 160616
- Agneta Sköld Vårt hem i kosmos Beställningsverk av Domkyrkoförsamling och uruppförande 160913 Storkyrkan i samband med Riksdagens högtidliga öppningsgudstjänst
- Uruppförande av tre verk i Basilica di San Pietro, Perugia, 160916 i samband med Concorso internazionale di composizione per un’opera di musica sacra,Premio Francesco Siciliani
  - Steven Heelein Kyrie (Kritikernas pris),
  - Julian Darius Revie Kyrie (Delat förstapris och publikens pris) och
  - Carlo Alessandro Landini (Delat förstapris) Kyrie
- Martin Larson I it am Uruppförande i S:t Jacobs kyrka 161029
- Caroline Shaw The Children’s Eye Beställningsverk och uruppförande i samband med Julen sjungs in i S:t Jacobs kyrka 161217. Tillägnad Anne Sofie von Otter och S:t Jacobs Kammarkör
- Sebastian Rilton arr/Thad Jones, A Child is Born uruppförande i samband med Julen sjungs in i S:t Jacobs kyrka 161217.

2015
- Lorenzo Donati Nuper Rosarum Flores Uruppförande 150328 Storkyrkan och beställningsverk av S:t Jacobs Kammarkör
- Brandon Waddles  Wait till I git’ on my robe Uruppförande 151206 Storkyrkan i samband med Garys 60-årskalas. Beställningsverk

2014
- Hans Schanderl Sundogs II Uruppförande 141023 i Storkyrkan och beställningsverk av S:t Jacobs Kammarkör
- Anna Cederberg-Orreteg Förenta Nationernas Bön Beställningsverk(?) och uruppförande 140930, Storkyrkan i samband med Riksdagens högtidliga öppningsgudstjänst
- Uruppförande av tre verk 140913 i Basilica San Francesco Assisi Concerto finale della Concorso di Composizione Premio «Francesco Siciliani»
  - Andrea Venturini Pater Noster (vinnare),
  - Leonardo Schiavo Pater Noster (Kritikernas pris) och
  - Federico Zattera Pater Noster

2013
- Pär Olofsson Credo Uruppförande 130209 S:t Jacobs kyrka
- Bo Hansson Credo Uruppförande 130209 S:t Jacobs kyrka
- Bo Hansson Mod att möta det nya Uruppförande 130917 och beställningsverk. Framfördes i samband med Riksdagens högtidliga öppnande i Storkyrkan

2012
- Uruppförande Basilica San Pietro (Perugia) 120915 i samband med Concorso internazionale di composizione per un’opera di musica sacra, Premio Francesco Siciliani
  - Giovanni Bonato Credo (vinnarbidraget),
  - Bruno Moretti Credo och
  - Antonio Eros Negri Credo

2011
- Gabriel Jackson To the Field of Stars Uruppförande 111015 S:t Jacobs kyrka och beställningsverk tillsammans med Netherlands Chamber choir och Melbourne Symphony Orchestra
- Kristina Forssman Te Deum Uruppförande 110203 i S:t Jacobs kyrka tillsammans med Botkyrka Kammarkör och Kyrkomusikerkören

2010
- Sergei Dmitriev På urberget Uruppförande 100227 S:t Jacobs kyrka
- Damijan Močnik Missa S:t Jacobi Uruppförande 100227 i S:t Jacobs kyrka och beställningsverk
- Anders Nilsson Requiem Uruppförande i Uppsala konsert och kongress 101118 tillsammans med S:a Clara Motettkör
- Andrea Tarrodi Stjärna ur fjärran Beställningsverk och uruppförd 101211
- Sven-David Sandström Julvisa (Giv mig ej glans) Beställningsverk och uruppförd 101211. Tillägnad Michael Weinius

2009
- Arr: Sebastian Rilton Every time we say goodbye Uruppförande 090206
- Lorenzo Donati Lamento di Cecilia Uruppförande 0909 Sardinien/Arezzo

2008
- Michael Waldenby Liber ecclesiastes Uruppförande 081108 i S:t Jacobs kyrka och beställningsverk
- Bo Hansson L’aere Gravato Uruppförande 080216 i S:t Jacobs kyrka
- Sven-David Sandström Der Geist hilft unsrer Schwachheit auf Uruppförande 081108 och beställningsverk tillsammans med Lunds vokalensemble. Verket är tillägnat Ingemar Månsson och Gary Graden

2007
- Carl Unander-Scharin To the unknown God, Motett nr. IV Uruppförande 070531 och beställningsverk

2006
- Sven-David Sandström Komm, Jesu, Komm Beställningsverk tillägnad S:t Jacobs Kammarkör och Gary Graden, uruppförande 060218
- Gärdestad/Björklund För kärlekens Skull Beställningsverk och uruppförande 060218
- Corrado Margutti Gloria Uruppförd 060218 och beställningsverk
- Corrado Margutti Missa Lorca Beställningsverk och uruppförande 061118 S:t Jacobs kyrka
- Stephen Leek In the presence of longing Beställningsverk av Bayerische Musicakademie Marktoberdorf och uruppförande i Modeon, Marktoberdorf 060606

2005
- Bo Hansson Non radii solis Beställningsverk och uruppförande 051001 i S:t Jacobs kyrka
- Bo Hansson Var inte rädd för mörkret Beställningsverk och uruppförande 051001 i S:t Jacobs kyrka
- Steve Dobrogosz When lilacs last in the dooryard bloomed uruppförande i Uppsala universitetsaula 051110
- Bo Hansson Jag lyfter mina händer Uruppförande 051216 i S:t Jacob kyrka

2004
- Vytautas Miškinis Five when I Beställningsverk och uruppförande 040526 i S:t Jacobs kyrka
- Johan Jeverud Tre sånger Beställningsverk och uruppförande 040526 i S:t Jacobs kyrka
- Stellan Sagvik 5-6 Motetter Uruppförande 040526
- Georg Riedel Sånger Uruppförande 040526

2003
- Sven Ahlin Missa Uruppförande 030215 i S:t Jacobs kyrka

2002
- Steve Dobrogosz Requiem Uruppförande 020216
- Pado Uguletti Magnificat Uruppförande Perugia 020919
- Anders Paulson Nobody Knows Uruppförande 021116 i S:t Jacobs kyrka
- Anders Paulsson Uppståndelsens morgon Uruppförande 021116 och Beställningsverk av S:t Jacobs Kammarkör
- Bo Hansson Vive Hodie Uruppförande 021116 i S:t Jacobs kyrka
- Joakim Unander Fragment of an American mass  Uruppförande 021116 i S:t Jacobs kyrka
- Johan Jeverud Missa Brevis Uruppförande 021116 i S:t Jacobs kyrka
- Michael Waldenby Verba ecclesiastes Uruppförande 021116 i S:t Jacobs kyrka

2001
- Bo Hansson Sic rerum novatur Uruppförande 010331 i S:t Jacobs kyrka och beställningsverk till S:t Jacobs Kammarkör och Lena Willemark
- Javier Busto Soinuen itsasoan Uruppförande 011031 i Teater Leidor, Tolosa, Spanien. Verket tillägnat festivalen i Tolosa
- Johan Jeverud Två sånger om tidens flykt Uruppförande 010607 i S:t Jacobs kyrka
- Steve Dobrogosz Three gospel songs (Hallelujah,too; Father down mighty river; Lord, I’m free) Uruppförande 010607 i S:t Jacobs kyrka

2000
- Johan Hammerth Superbia ur Peccata Mortalia Uruppförande 001111
- Johan Jeverud Fyra sånger om natten Uruppförande 000525 S:t Jacobs kyrka
- Anders Paulsson Jag har sett Dig gå över ängen Uruppförande 000525 S:t Jacobs kyrka
- Anders Paulsson Stjärnorna växer om våren Uruppförande 000525 S:t Jacobs kyrka
- Anders Paulsson Vårens Makt  Uruppförande 000525 S:t Jacobs kyrka

1998
- Bo Hansson Psalm 90 Beställningsverk tillsammans med Lunds vokalensemble och uruppförd 980529 i Marktoberdorf, Tyskland
- Jonas Bolin Lamento Uruppförande 980531 i Marktoberdorf, Tyskland
- Gunno Södersten Spiritus ubi vult spirat Uruppförande 981011 i Immanuelskyrkan Tillägnat Gary Graden och S:t Jacobs Kammarkör

1997
- Anders Paulsson Deep River Uruppförande 970515 i S:t Jacobs kyrka
- Anders Paulsson Bright morning stars Uruppförande 970515 i S:t Jacobs kyrka

1996
- Georg Riedel Psalm 148 Uruppförande 960928 i Göteborgs Domkyrka

1995
- Johan Hammerth Agnus Dei Beställningsverk och uruppförande i Porto Torres 950907 Tillägnad S:t Jacobs Kammarkör och Gary Graden
- Kjell Perder Wings as eagles Uruppförande 950318 S:t Jacobs kyrka

1993
- Judith Cloud “Feet of Jesus” Uruppförande 930813
- Javier Busto Laudate pueri Uruppförande 931009 i samband med S:t Jacobs kyrkas 350-årsjubileumskonsert. Tillägnad S:t Jacobs Kammarkör
- Joakim Unander O, vos omnes Uruppförande 931009 i samband med S:t Jacobs kyrkas 350-årsjubileumskonsert. Tillägnad S:t Jacobs Kammarkör
- Sven-David Sandström Veni Sancte Spiritus Uruppförande 931009 i samband med S:t Jacobs kyrkas 350-årsjubileumskonsert. Tillägnad S:t Jacobs Kammarkör

1992
- Stellan Sagvik Motetti Obligati Uruppförande 920126 i Sofia kyrka
- Joakim Unander Ascendit Christus Uruppförande 920321